# Morgny-en-Thiérache
Morgny-en-Thiérache est une commune française située dans le département de l'Aisne, en région Hauts-de-France.

### Localisation

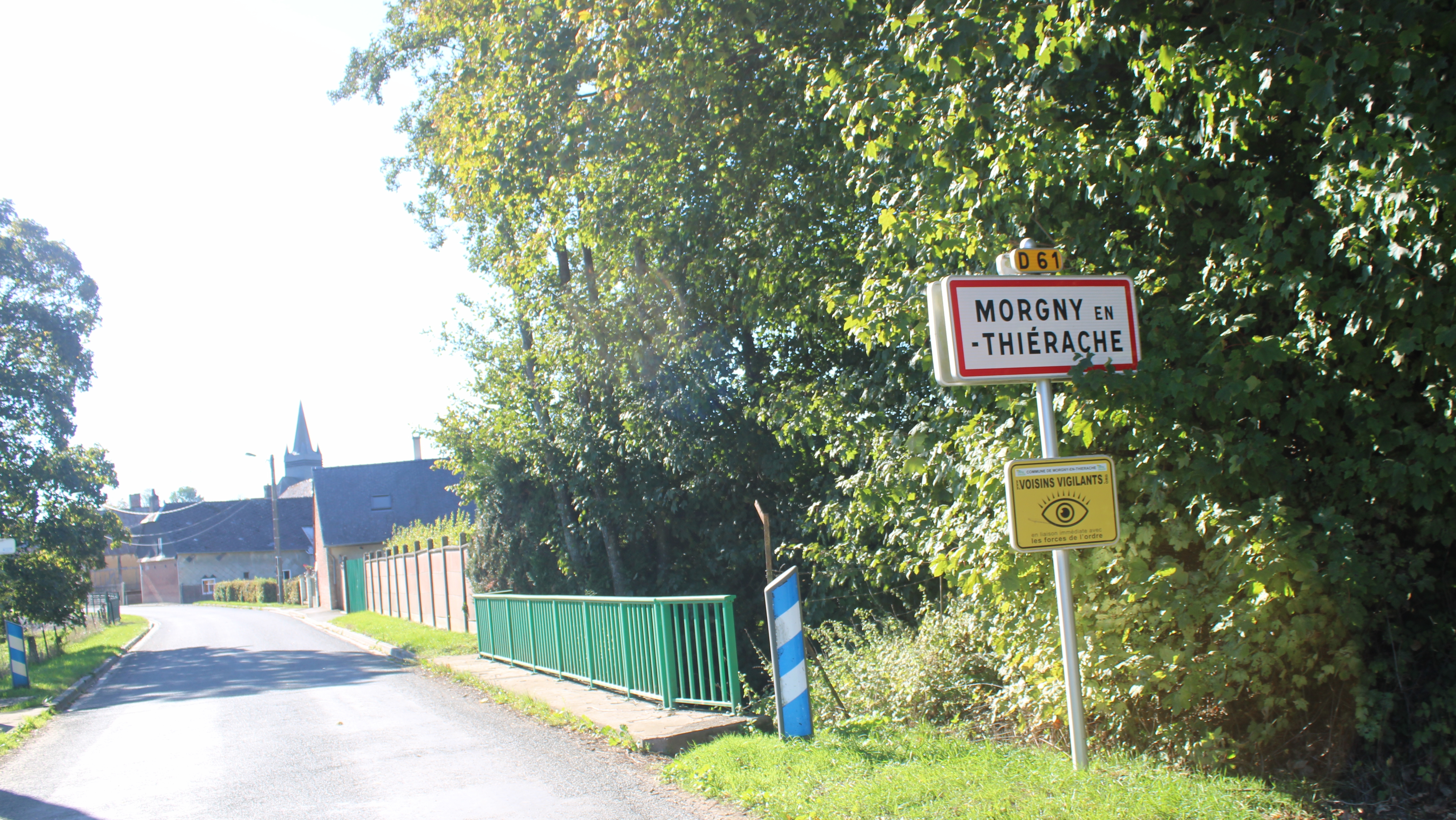
Entrée du village et le pont sur la Brune.

## Géographie
- 1Carte dynamique
- 2Carte OpenStreetMap
- 3Carte topographique
- 4Carte avec les communes environnantes
- 5Entrée du village

### Hydrographie
La commune est située dans le bassin Seine-Normandie. Elle est drainée par la rivière Brune et le fossé 03 de la commune de Morgny-en-Thiérache,,.
La Brune, d'une longueur de 37 km, prend sa source dans la commune de Brunehamel et se jette  dans le Vilpion à Thiernu, après avoir traversé 20 communes.

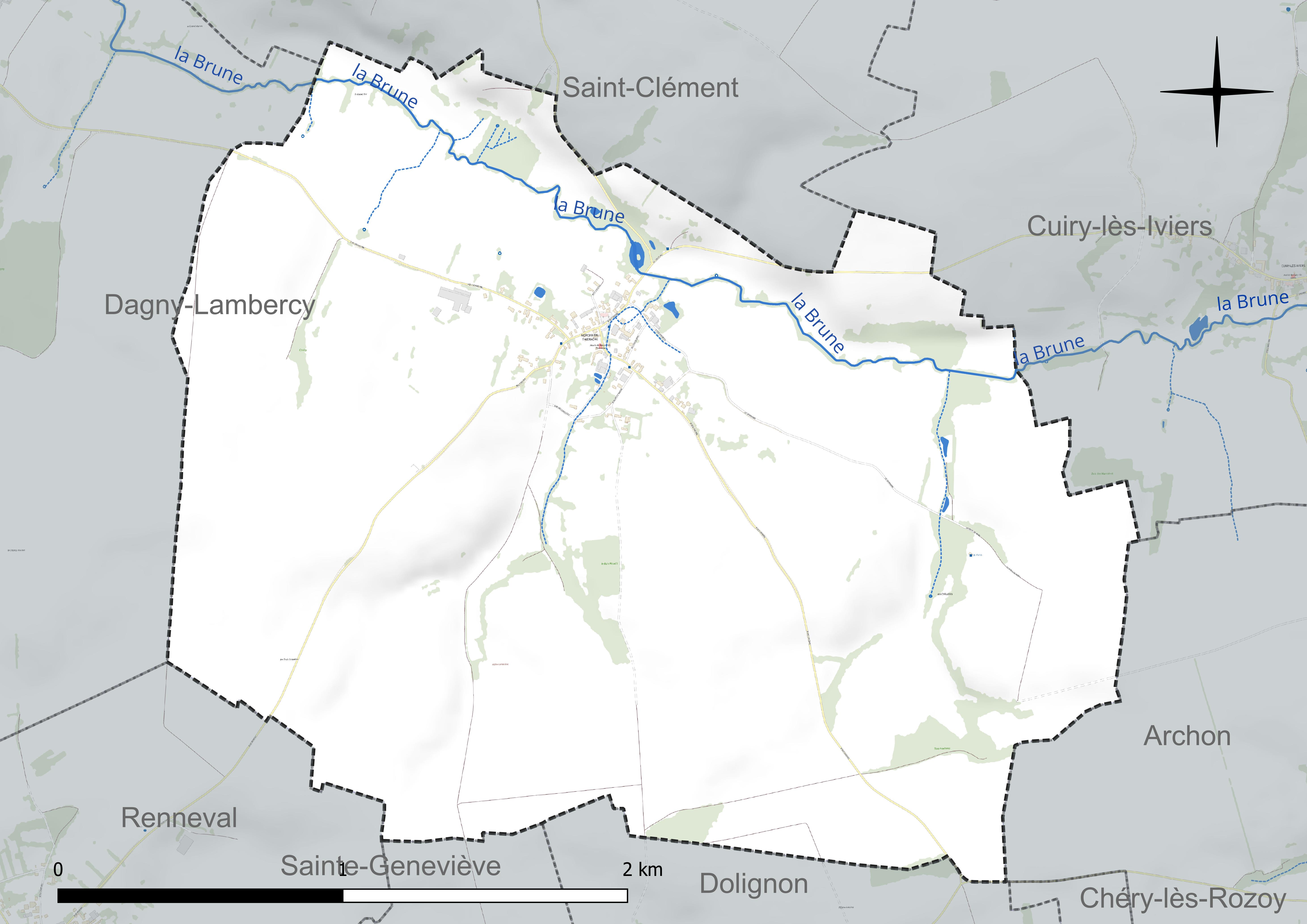
Réseau hydrographique de Morgny-en-Thiérache.

### Climat
Pour des articles plus généraux, voir Climat des Hauts-de-France et Climat de l'Aisne.
En 2010, le climat de la commune est de type climat des marges montargnardes, selon une étude du CNRS s'appuyant sur une série de données couvrant la période 1971-2000. En 2020, Météo-France publie une typologie des climats de la France métropolitaine dans laquelle la commune est exposée à un climat océanique altéré et est dans la région climatique Nord-est du bassin Parisien, caractérisée par un ensoleillement médiocre, une pluviométrie moyenne régulièrement répartie au cours de l'année et un hiver froid (3 °C).
Pour la période 1971-2000, la température annuelle moyenne est de 9,9 °C, avec une amplitude thermique annuelle de 15,3 °C. Le cumul annuel moyen de précipitations est de 888 mm, avec 13,6 jours de précipitations en janvier et 9,4 jours en juillet. Pour la période 1991-2020, la température moyenne annuelle observée sur la station météorologique la plus proche, située sur la commune de Fontaine-lès-Vervins à 16 km à vol d'oiseau, est de 10,5 °C et le cumul annuel moyen de précipitations est de 826,3 mm,. Pour l'avenir, les paramètres climatiques de la commune estimés pour 2050 selon différents scénarios d'émission de gaz à effet de serre sont consultables sur un site dédié publié par Météo-France en novembre 2022.

## Urbanisme

### Typologie
Au 1er janvier 2024, Morgny-en-Thiérache est catégorisée commune rurale à habitat dispersé, selon la nouvelle grille communale de densité à 7 niveaux définie par l'Insee en 2022.
Elle est située hors unité urbaine et hors attraction des villes,.

### Occupation des sols
L'occupation des sols de la commune, telle qu'elle ressort de la base de données européenne d'occupation biophysique des sols Corine Land Cover (CLC), est marquée par l'importance des territoires agricoles (94,6 % en 2018), une proportion identique à celle de 1990 (94,6 %). La répartition détaillée en 2018 est la suivante : 
terres arables (66,9 %), prairies (27,8 %), zones urbanisées (5,4 %).
L'évolution de l'occupation des sols de la commune et de ses infrastructures peut être observée sur les différentes représentations cartographiques du territoire : la carte de Cassini (XVIIIe siècle), la carte d'état-major (1820-1866) et les cartes ou photos aériennes de l'IGN pour la période actuelle (1950 à aujourd'hui).

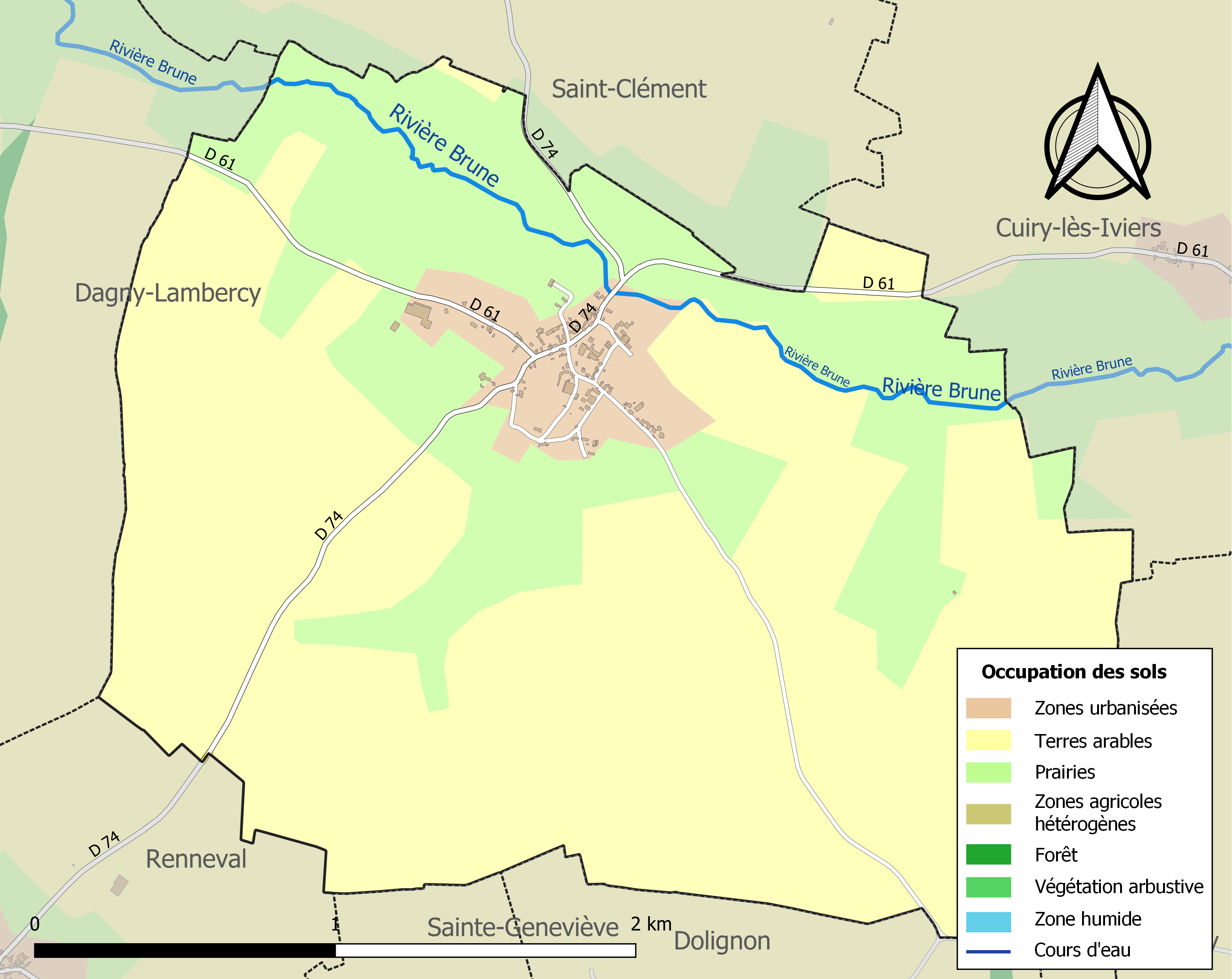
Carte de l'occupation des sols de la commune en 2018 (CLC).

## Toponymie
Le nom de la localité est attesté sous les formes Ermoniacus (867) ; Morignis (1129) ; Morenis (1169) ; Moregnies (XIIe siècle) ; Morigny (1405) ; Moregny (1568) ; Morgny-en-Thiérache vers 1750 sur la carte de Cassini .
Ermoniacus était un fundus (ferme) identifié avec Morgny en 867, cet Ermoniacus a dû être primitivement un Harmoniacus employé comme cognomen (surnom) et comme nom.
La Thiérache est une région naturelle située dans le nord-est du département de l'Aisne, elle déborde sur les départements français du Nord et des Ardennes, mais aussi sur les provinces belges de Hainaut et de Namur. Elle correspond globalement aux contreforts occidentaux du massif ardennais.

## Histoire
Carte de Cassini

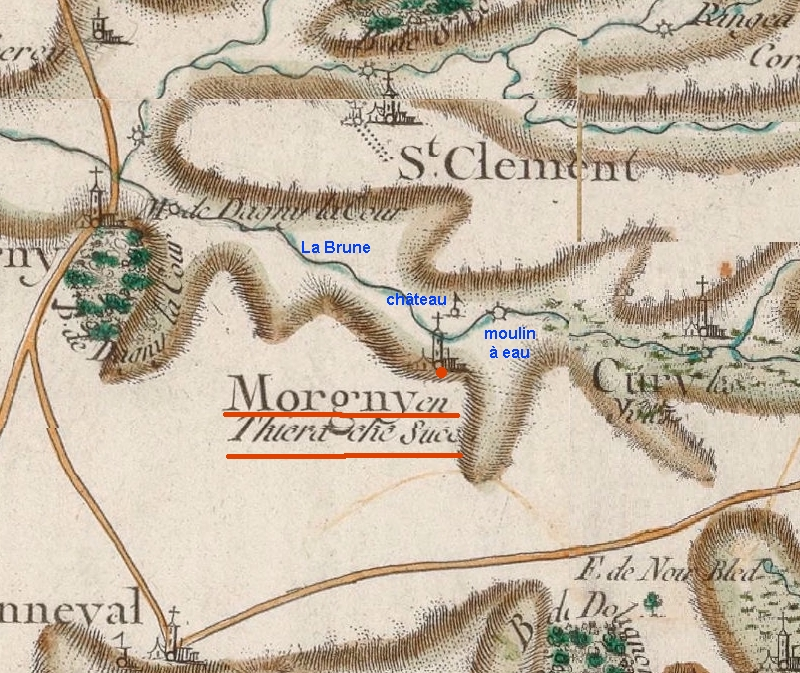
Carte de Cassini du secteur
(vers 1750).

La carte de Cassini montre qu'au XVIIIe siècle, Morgny-en-Thiérache est une paroisse située sur la rive gauche de la rivière la Brune.

Un moulin à eau symbolisé par une roue dentée est représenté sur le ruisseau.

Au nord, un château existait à cette époque.

Avant la Révolution, le chapitre de Saint-Laurent de Rozoy dîmait, à Morgny, pour 5/9. Les autres décimateurs étaient, le curé et l'Hôtel-Dieu de Rozoy. Tous les biens de l'église furent vendus comme biens nationaux, à la Révolution.
Par arrêté préfectoral du 20 décembre 2016, la commune est détachée le 1er janvier 2017 de l'arrondissement de Laon pour intégrer l'arrondissement de Vervins.

## Politique et administration

### Découpage territorial
La commune de Morgny-en-Thiérache est membre de la communauté de communes des Portes de la Thiérache, un établissement public de coopération intercommunale (EPCI) à fiscalité propre créé le 22 décembre 1997 dont le siège est à Rozoy-sur-Serre. Ce dernier est par ailleurs membre d'autres groupements intercommunaux.
Sur le plan administratif, elle est rattachée à l'arrondissement de Vervins, au département de l'Aisne et à la région Hauts-de-France. Sur le plan électoral, elle dépend du  canton de Vervins pour l'élection des conseillers départementaux, depuis le redécoupage cantonal de 2014 entré en vigueur en 2015, et de la première circonscription de l'Aisne  pour les élections législatives, depuis le dernier découpage électoral de 2010.

### Administration municipale
| Période                                  | Période                   | Identité        | Étiquette | Qualité                                    |
| ---------------------------------------- | ------------------------- | --------------- | --------- | ------------------------------------------ |
| Les données manquantes sont à compléter. |                           |                 |           |                                            |
| mars 2001                                | mars 2014                 | Eugène Leclercq |           |                                            |
| mars 2014                                | En cours (au 6 juin 2020) | Hervé Leclercq  | DVD       | Agriculteur Réélu pour le mandat 2020-2026 |

## Démographie
L'évolution du nombre d'habitants est connue à travers les recensements de la population effectués dans la commune depuis 1793. Pour les communes de moins de 10 000 habitants, une enquête de recensement portant sur toute la population est réalisée tous les cinq ans, les populations de référence des années intermédiaires étant quant à elles estimées par interpolation ou extrapolation. Pour la commune, le premier recensement exhaustif entrant dans le cadre du nouveau dispositif a été réalisé en 2004.

En 2022, la commune comptait 107 habitants, en évolution de +27,38 % par rapport à 2016 (Aisne : −1,97 %, France hors Mayotte : +2,11 %).
| 1793 | 1800 | 1806 | 1821 | 1831 | 1836 | 1841 | 1846 | 1851 |
| ---- | ---- | ---- | ---- | ---- | ---- | ---- | ---- | ---- |
| 353  | 303  | 443  | 448  | 469  | 481  | 474  | 471  | 451  |

| 1856 | 1861 | 1866 | 1872 | 1876 | 1881 | 1886 | 1891 | 1896 |
| ---- | ---- | ---- | ---- | ---- | ---- | ---- | ---- | ---- |
| 414  | 392  | 380  | 363  | 334  | 329  | 341  | 322  | 285  |

| 1901 | 1906 | 1911 | 1921 | 1926 | 1931 | 1936 | 1946 | 1954 |
| ---- | ---- | ---- | ---- | ---- | ---- | ---- | ---- | ---- |
| 269  | 276  | 249  | 205  | 212  | 206  | 221  | 222  | 194  |

| 1962 | 1968 | 1975 | 1982 | 1990 | 1999 | 2004 | 2006 | 2009 |
| ---- | ---- | ---- | ---- | ---- | ---- | ---- | ---- | ---- |
| 166  | 166  | 162  | 154  | 110  | 96   | 90   | 92   | 111  |

| 2014 | 2019 | 2022 | - | - | - | - | - | - |
| ---- | ---- | ---- | - | - | - | - | - | - |
| 90   | 99   | 107  | - | - | - | - | - | - |

## Lieux et monuments
- Église Saint-Nicolas, église fortifiée.
- Monument aux morts.
- Circuit des lavoirs.

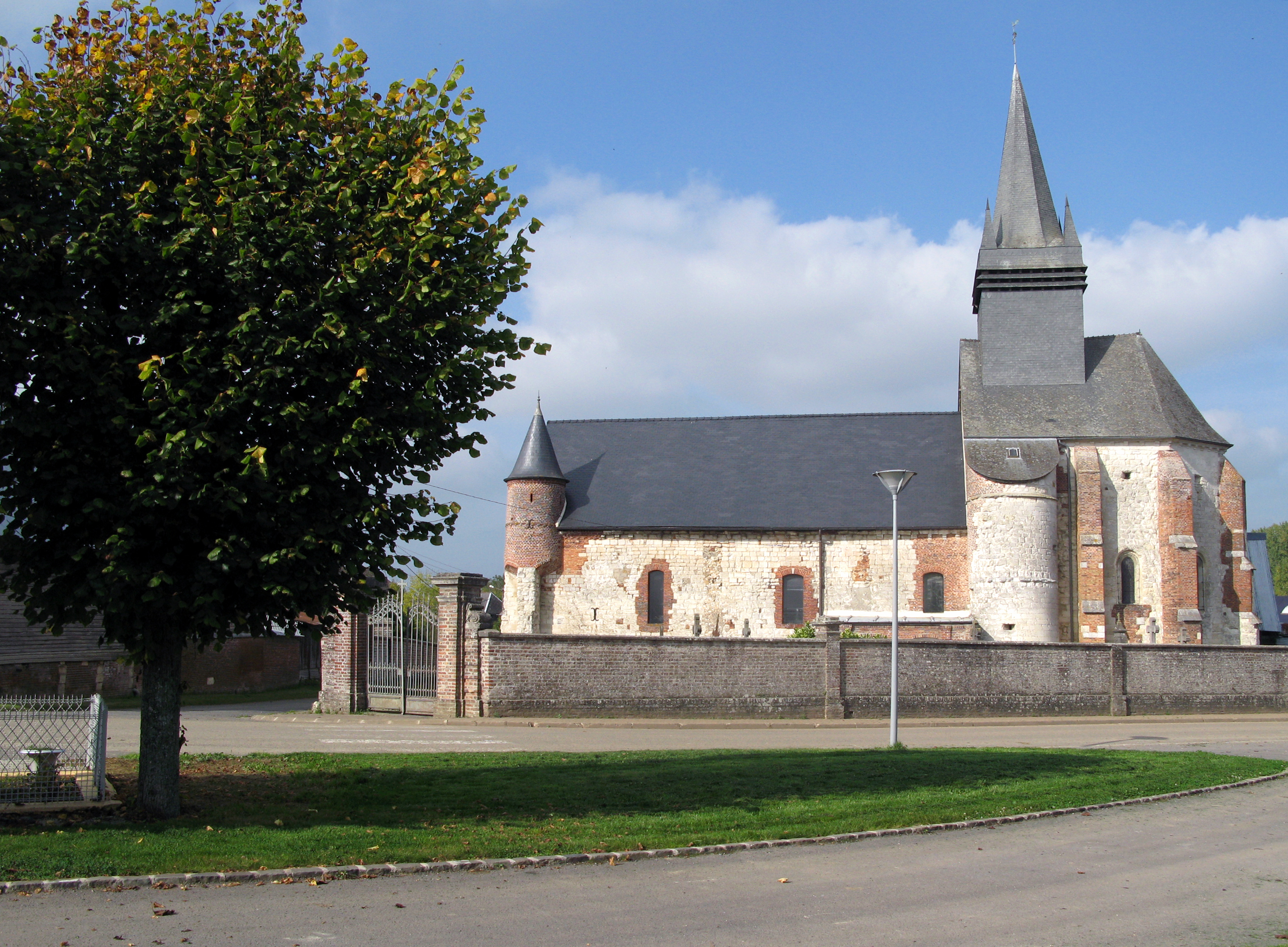
L'église fortifiée.
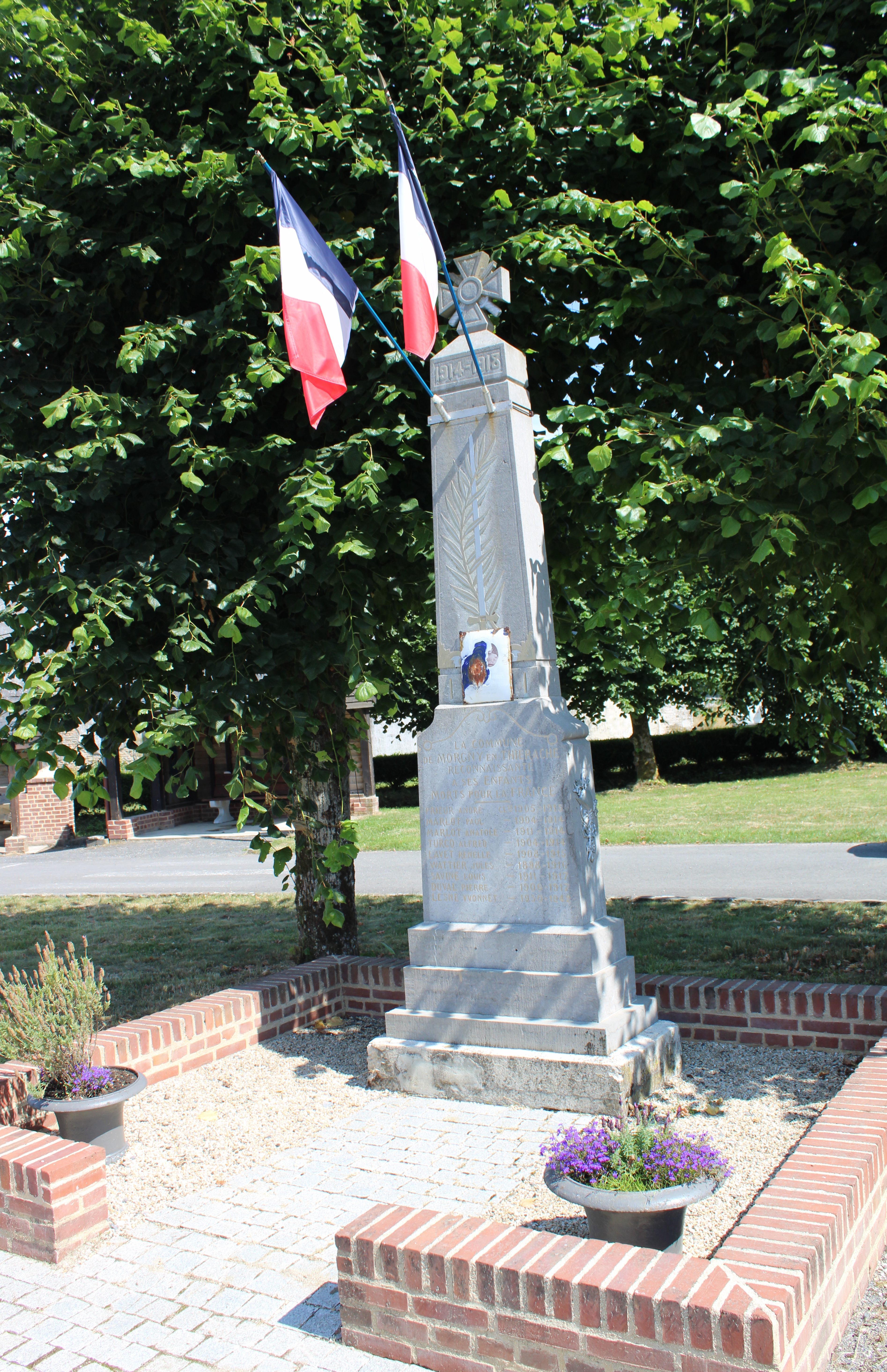
Le monument aux morts.
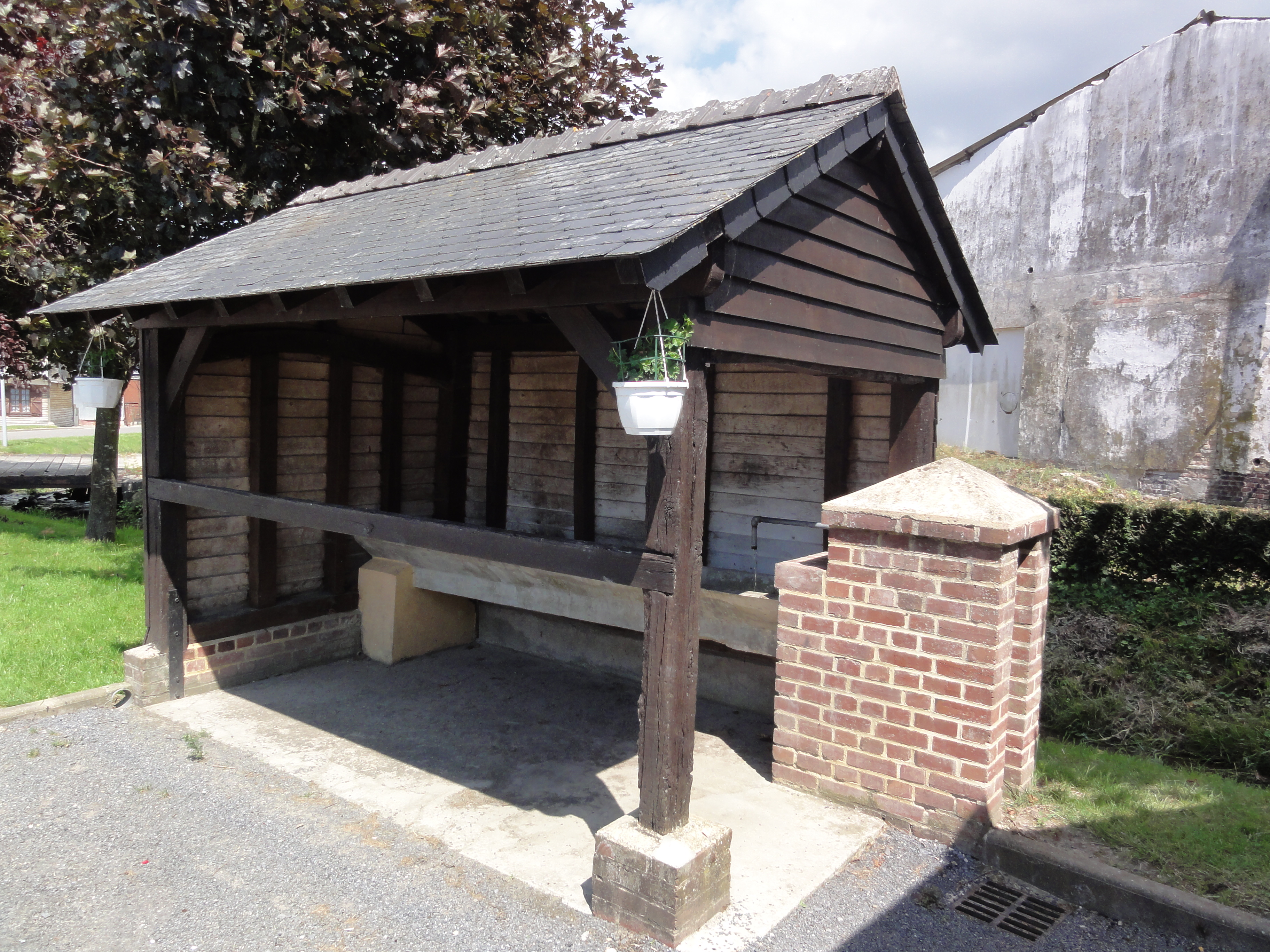
Lavoir au centre du village.
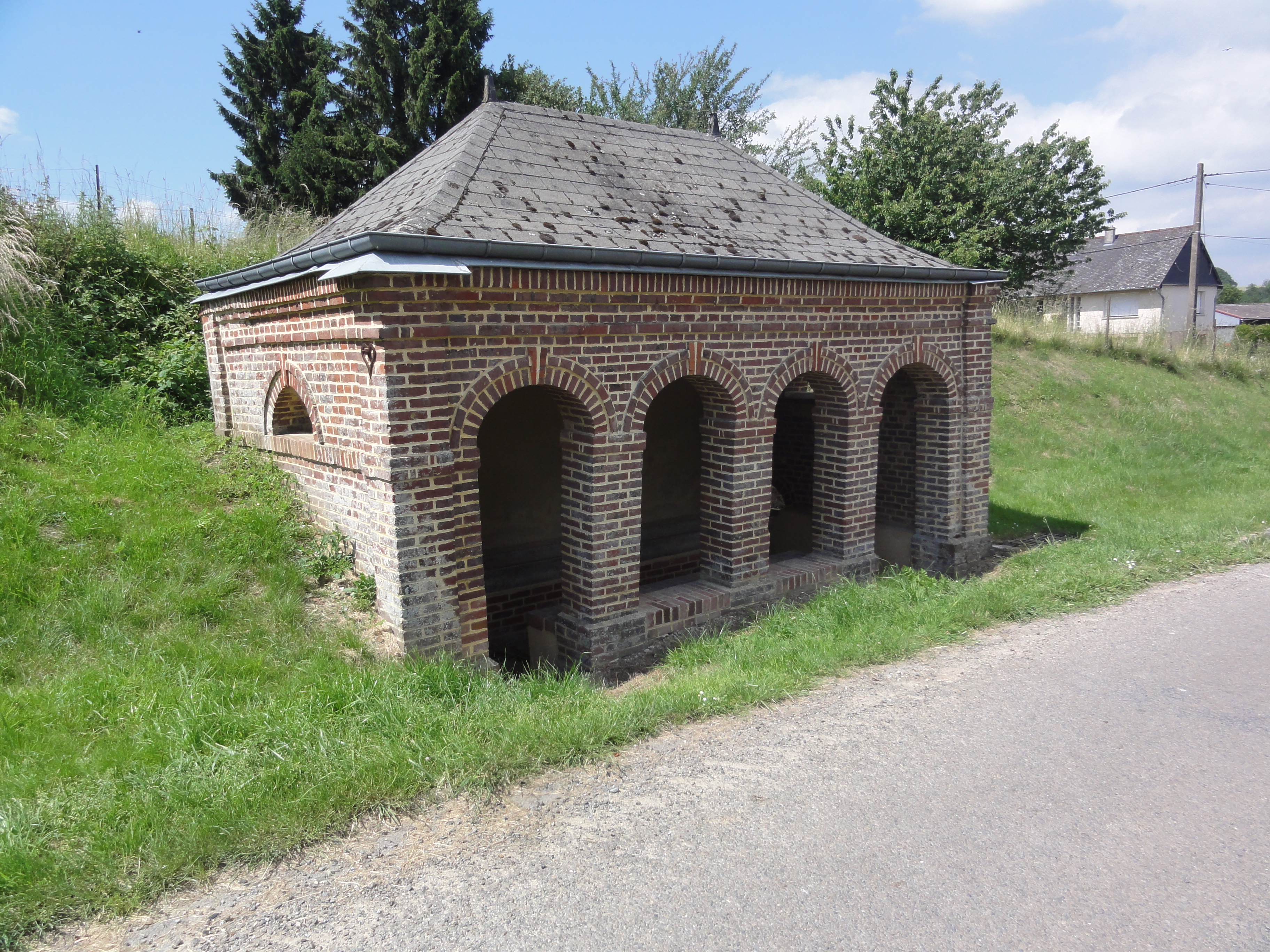
Lavoir, rue du Château.